# Frahang-i Pahlavig
De Frahang-i Pahlavīg (letterlijk "Pahlavig woordenboek") is een woordenboek van (voornamelijk) Aramese ideogrammen met hun Middelperzische vertalingen (in het Pahlavi-alfabet) en hun transliteratie in het (in het Avestische alfabet). Indische zoroastriërs (de zogenaamde Parsi) kenden het glossarium eerder als de mna-xvatay (traditioneel uitgesproken als mona khoda), een naam die verwees naar de eerste twee woorden van het eerste lemma. De Frahang-i Pahlavig mag niet verward worden met de Frahang-i Oim-evak, een glossarium van Avestische termen.

## Handschriften en interpretaties
Het oudste overblijvende exemplaar van een Frahang-achtige tekst is een fragment van één pagina, ontdekt in Turpan, die naar verluidt teruggaat op de 9e of 10e eeuw. Er worden nog meer volledige handschriften bewaard in Mumbai, Oxford, Parijs en Kopenhagen, maar het oudste hiervan dateert uit de 15e eeuw en mist een tweede folio en alles vanaf folio 28. In de oudste editie die beschikbaar was voor Europese onderzoekers is de Frahang serieel geordend, d.w.z. volgens de vorm van de Aramese karakters. Deze editie, die in het midden van de 18e eeuw aangeschaft werd door Abraham Anquetil-Duperron, wordt vandaag bewaard in de Bibliothèque nationale te Parijs. In 1867 publiceerden Hoshangji Jamaspji en Martin Haug een transcriptie van een handschrift dat thematisch per hoofdstuk ingedeeld was.
Het bestaan van gelijkaardige glossaria uit Akkadische tijden (die Sumerische ideogrammen in Akkadische teksten verklaren) bracht een assyrioloog, Erich Ebeling, ertoe om een Sumerische of Akkadische oorsprong te stipuleren voor vele woorden in de Frahang. Dit leidde tot een aantal "vergezochte interpretaties," die vervolgens deel werden van sommige latere interpretaties van de tekst. Dat ook iranologen Ebelings interpretaties overnamen, maakt hun commentaren minder betrouwbaar.

## Opbouw en inhoud
Afgezien van varianten lijst het glossarium ongeveer vijfhonderd Semitische heterogrammen (huzvarishn, dat "waarschijnlijk 'veroudering, oudheid of archaïsme' betekent"), "in de vorm die de zoroastriërs gebruiken om Middelperzisch (Boek-Pahlavi) te schrijven, elk uitgelegd door een "fonetische" schrijfwijze van het overeenkomstige Perzische woord." Behalve heterogrammen van Aramese oorsprong bevat de Frahang ook een aantal pseudo-heterogrammen van "Arabische woorden geschapen door latere schrijvers" en "verspreide voorbeelden van historische spellingen van Iraanse woorden, die niet langer als dusdanig herkend worden." In totaal zijn ongeveer 1300 woorden (woordvormen inbegrepen) vertegenwoordigd, "maar zijn oorspronkelijke bereik lijkt maar 1000 woorden te hebben bedragen, appendices uitgesloten." Verschillende heterogrammen zijn in geen andere tekst betuigd.
De lijsten van werkwoorden komen in twee varianten voor. Het één pagina lange Turpan-fragment lijst verschillende vormen van elk werkwoord op, gevolgd door een Middelperzische vertaling in de infinitief. Andere handschriften daarentegen noemen niet meer dan drie vormen van elk werkwoord, maar geven voor elk een Middelperzisch equivalent.
De primaire elementen (ideogram(men) en vertaling) "worden dan interlineair getranscribeerd, en dan nog min of meer op een corrupte wijze, in Avestische letters, d.i. in Pāzand, waarbij de heterogrammen met hun traditionele mnemonische uitspraak verschijnen. Door de meerduidigheid van het Pahlavi-schrift is deze vaak ver verwijderd van de oorspronkelijke Aramese spellingen." In het handschrift dat getranscribeerd werd door Asa en Haug, staan de huzvarishn en de vertalingen in het zwart, en de Pazend-transliteraties in het rood (met uitzondering van het eerste hoofdstuk, dat volledig in het zwart staat).
Als we de karakters van het Pahlavi- en Pazend-alfabet (die van rechts naar links geschreven werden) door Latijnse letters vervangen, zien Frahang-glossen er als volgt uit:
| huzvarishn-heterogram (in Aramees alfabet) | Middelperzische vertaling (Latijnse transliteratie) | Aramees woord achter het ideogram (in de Frahang in Pazend-alfabet) | Nederlandse vertaling |
| := KLB                                     | sāg                                                 | kalba                                                               | "hond"                |
| := MLK                                     | shāh                                                | malka                                                               | "koning"              |
| := LḤM                                     | nān                                                 | laḥma                                                               | "brood"               |

Zo zou “koning” geschreven worden als  (mlk) maar in Iran begrepen worden als het teken voor shāh.
In de Asa- en Haug-handschriften is de Frahang thematisch ingedeeld in (afhankelijk van het handschrift ongeveer) dertig hoofdstukken. Achttien van deze hoofdstukken hebben titels (hieronder in cursieve letters), de andere hebben er geen. West sluit zijn beschrijving af met hoofdstuk 23 aangezien er "niet meer hoofdstukken zijn aangeduid." Het laatste hoofdstuk is een verzameling van verouderde Iraanse woorden (en spellingvarianten) met modernere woorden die de verouderde termen verklaren.
| 1.  | In de naam van de Schepper Ohrmazd |
| 2.  | gētīg “wereldlijke dingen”         |
| 3.  | ābhā “wateren”                     |
| 4.  | dānag mēwagīhā “granen, vruchten”  |
| 5.  | xwārišn “drinken”                  |
| 6.  | tarragīhā “groenten”               |
| 7.  | čahārpāy “viervoeters”             |
| 8.  | murwān “vogels”                    |
| 9.  | dieren                             |
| 10. | handāmīhā “lichaamsdelen”          |

| 11. | *gōkān “details (van de familie?)” |
| 12. | abarīgān mardōmān “superieuren”    |
| 13. | ērīgān mardōmān “ondergeschikten”  |
| 14. | aswārīh “paardrijden”              |
| 15. | dibīrīh “schrijven”                |
| 16. | ayōšust “metalen”                  |
| 17. | pāymār “opdrachten”                |
| 18. | werkwoorden (1)                    |
| 19. | werkwoorden (2)                    |
| 20. | werkwoorden (3)                    |

| 21. | werkwoorden (4)                                                         |
| 22. | šnāyišn frazām “het einde van de lof” (werkwoorden van zijn en sterven) |
| 23. | čē nibištārīh rāy “wat briefwisseling betreft”                          |
| 24. | voornaamwoorden                                                         |
| 25. | bijwoorden                                                              |
| 26. | bijvoeglijke naamwoorden                                                |
| 27. | hangām ud brīn ī sālān “de indeling van het jaar”                       |
| 28. | namen van dagen en maanden                                              |
| 29. | telwoorden                                                              |
| 30. | spellingvarianten                                                       |